# Cristina (singolo Cristina D'Avena)
Cristina è il 57° singolo discografico di Cristina D'Avena, pubblicato nel 1989.

## Descrizione
Il brano era la sigla della serie televisiva omonima, scritta da Alessandra Valeri Manera su musica e arrangiamento di Carmelo Carucci. Sul lato B è incisa la versione strumentale. Entrambi i brani sono stati inseriti nell'LP monografico Cristina e in altre raccolte.

## Tracce
Lato A
1. Cristina – 3:16 (Alessandra Valeri Manera-Carmelo Carucci)

Lato B
1. Cristina (strumentale) – 3:16 (Alessandra Valeri Manera-Carmelo Carucci)